# Guillaume Guillon Lethière
Pour les articles homonymes, voir Guillon (homonymie).
Guillaume Guillon Lethière, né le 10 janvier 1760 à Sainte-Anne (Guadeloupe) et mort le 22 avril 1832 à Paris, est un ancien esclave devenu peintre français et directeur de l'Académie de France à Rome.

## Biographie
Guillaume Guillon Lethière naît esclave le 10 janvier 1760 à Sainte-Anne, dans la colonie de Guadeloupe. Il est l'enfant naturel de Marie-Françoise Dupepaye, une esclave métisse de l'île, et de Pierre Guillon, planteur et procureur du roi en Guadeloupe. Son père ne le reconnaît à Paris que le 7 avril 1799, ainsi que sa sœur Andrèze, ne pouvant le faire plus tôt à cause du Code noir.
Guillaume Guillon Lethière présente dès l’enfance des dispositions pour la peinture qui décide son père à l’emmener en France. Ils quittent la Guadeloupe en juin 1774, à bord de L'Éveillé, et accostent à Bordeaux en septembre 1774.
Il est d'abord placé, sous le nom de « Letiers » (étant le troisième fils de la famille), chez le peintre Jean-Baptiste Descamps, professeur à l’école publique gratuite de dessin, nouvellement fondée à Rouen, où il fait en trois ans des progrès rapides. Il change plus tard son nom en « Lethiers », puis en « Lethière » qu'il conserve finalement, même si de nombreuses œuvres sont signées « Le Thière ». Il vient ensuite à Paris en 1777, et entre chez le peintre du roi, Gabriel-François Doyen, chez qui il reste jusqu’en 1786. Il fréquente l'atelier de David, chez qui il ne fut jamais élève, où ses camarades le rebaptisent en « Lethière »[réf. nécessaire].

### Le prix de Rome
Ayant remporté le second prix de Rome en 1784, dont le sujet était La Cananéenne aux pieds de Jésus-Christ, il part pour Rome. En 1787, il a un fils naturel, Alexandre, avec Marie-Agathe Lapôtre. En 1788, il peint la première version du Brutus condamnant ses fils à mort (Clark Art Institute). Cette version est présentée deux fois aux Salons de 1795 et 1801. Il modifiera cette première composition lorsqu'il peindra en 1811 la grande version aujourd'hui au Louvre. Le geste du bourreau montrant la tête décapitée est modifié pour en atténuer la violence.
De retour à Paris en 1792, il prend le parti de La Révolution et traçe sur le papier et la toile les exploits du général Dumas[réf. nécessaire].

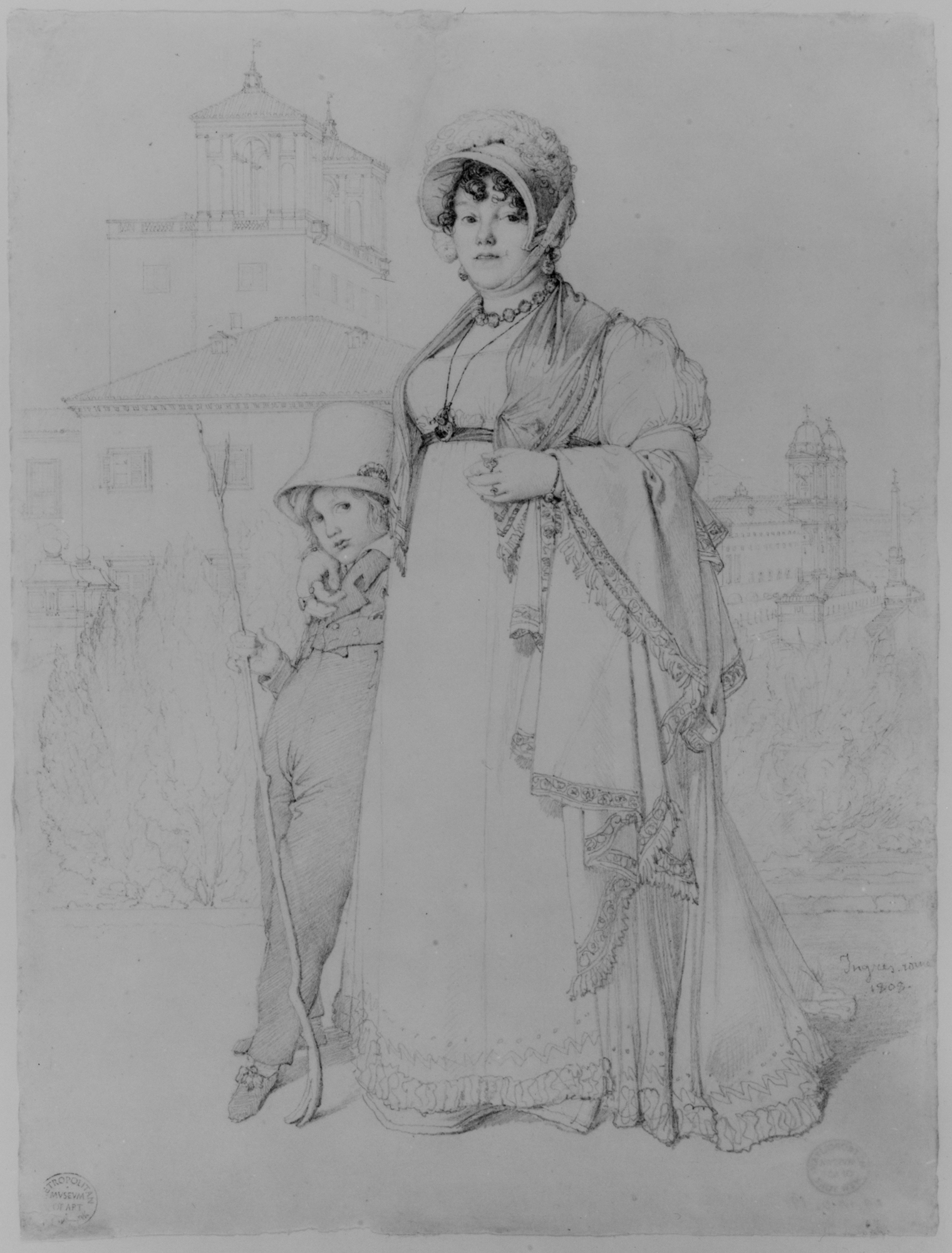
Ingres, Madame Guillaume Guillon Lethière, née Marie-Joseph-Honorée Vanzenne, et son fils Lucien, 1808, New York, Metropolitan Museum of Art.

Le 14 décembre 1799, il épouse à Brunoy Marie-Joseph-Honorée Vanzenne, née en 1762 à Bruxelles, veuve de Pierre Charen dont elle avait eu une fille, la future peintre Eugénie Servières. Elle lui donnera un fils, Auguste, en 1796.
En 1799, Pierre Guillon a pu légitimer son fils Guillaume et en faire son héritier. À partir de ce moment, Guillaume a ajouté Guillon à son nom de famille, mais a continué à utiliser le nom de Lethière, qu'il avait adopté à son arrivée en France.
En 1800 et 1801, Guillon Lethière accompagne Lucien Bonaparte, le frère de Napoléon, fraîchement nommé ambassadeur en Espagne, où il travaille à constituer une collection d'art pour le prince impérial.

### L'enseignant

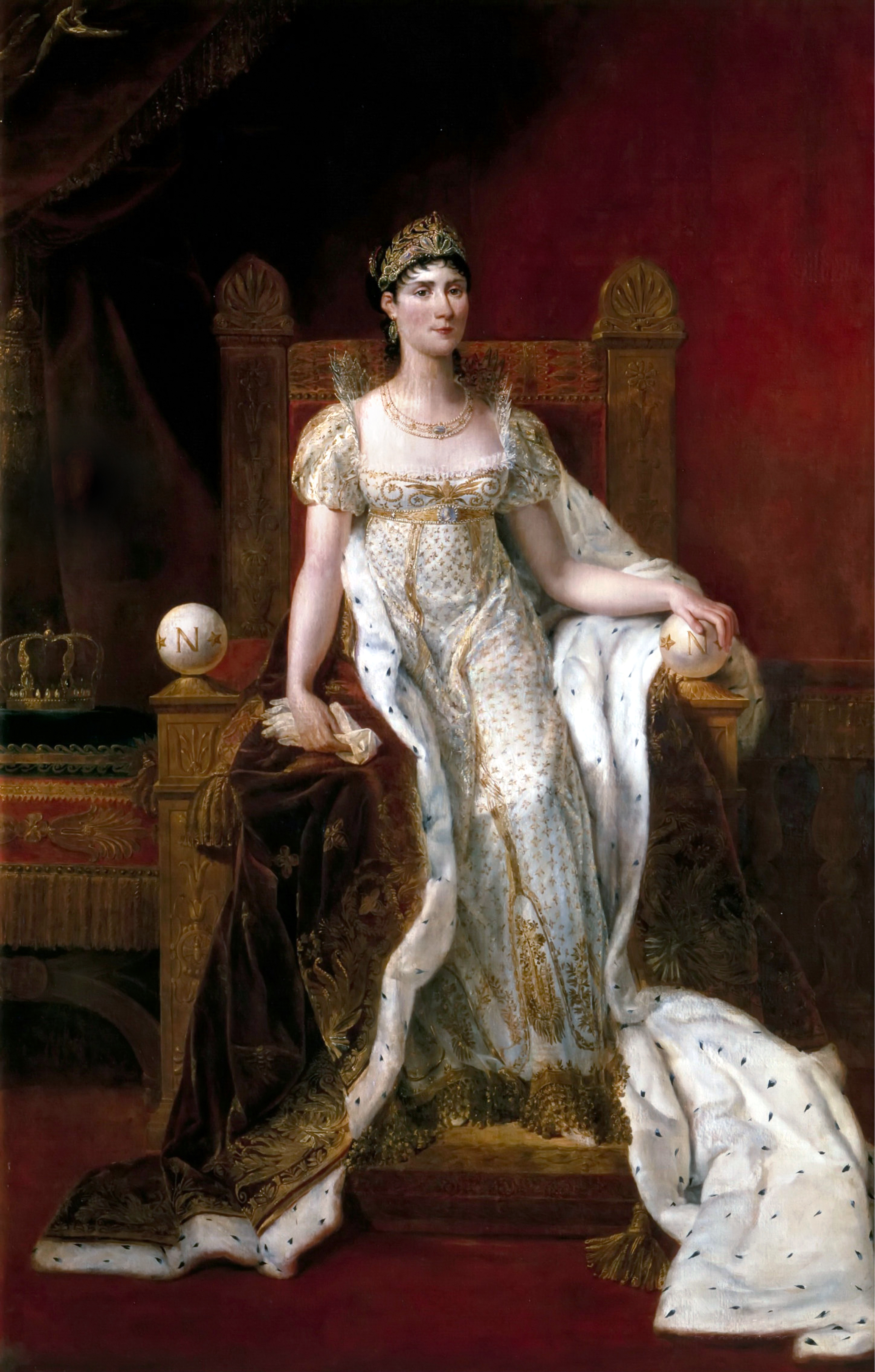
Guillaume Guillon Lethière, Joséphine de Beauharnais, impératrice des Français (1763-1814), 1807, château de Versailles.

Au début de l'Empire, Lethière ouvre un atelier à Paris près de l'abbaye de Saint-Germain-des-Prés, au 9, rue Childebert, que les élèves surnomment « La Childebert », un endroit où l'on pratique à la fois l'escrime et la peinture, et où l'on refait le monde et la mode. En 1803, une rixe éclata au Café militaire de la rue Saint-Honoré, le conflit dégénéra. Lethière tue un des officiers et blesse les autres. Son atelier est fermé et il part en exil en Allemagne avec Lucien Bonaparte.

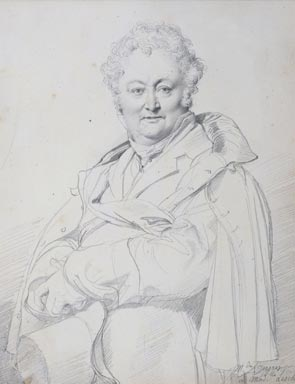
Ingres, Portrait de Guillaume Guillon Lethière, 1815, New York, Morgan Library and Museum.

Ce dernier insiste pour qu'il soit nommé à la tête de l'Académie de France à Rome. Il le fut par décret du 23 avril 1807, puis renouvelé jusqu'à janvier 1816, pour être remplacé par Pierre-Narcisse Guérin, par une ordonnance du roi.
De retour de la villa Médicis en 1816, il rouvre son atelier dans le quartier Saint-Germain-des-Prés, au 9, rue Childebert, d’où sortirent nombre d'artistes, en particulier de nombreuses femmes mais aussi des artistes tels que le guadeloupéen Jean-Baptiste Gibert (1803-1889), premier prix de Rome de paysage historique en 1829, et le célèbre peintre français de l'école de Barbizon, Théodore Rousseau (1812-1867).
Il reçoit les insignes de chevalier de la Légion d'honneur en 1818,. 
Il est nommé professeur de l’École des beaux-arts de Paris le 10 octobre 1819 en remplacement d'Étienne-Pierre-Adrien Gois. Il fait quatre fois le voyage d’Italie, d’Angleterre et d’Espagne. Il termine sa carrière académique en tant que membre de l'Institut de France.
Il a été inhumé le 24 avril 1832 au cimetière de Montmartre 16e division non loin de la tombe de son père, Pierre Guillon.

#### Élèves
- Raymond René Aiffre (1806-1867).
- Horace Lecoq de Boisbaudran (1802-1897).
- Ignace-François Bonhommé (1828).
- François Bouchot (1800-1842), prix de Rome en 1823.
- Louis Boulanger (1806-1867).
- Henri Jean Saint-Ange Chasselat (1813-1880).
- Émile Desmaisons (1812-1880).
- Eugène Devéria (1805-1865).
- Louis Joseph César Ducornet (1806-1856).
- François-Xavier Dupré (1803-1871), second prix de Rome en 1826, premier grand prix de Rome en 1827[9],[10].
- Jean-Baptiste Gibert (1803-1889), premier prix de Rome de paysage historique en 1829.
- Jean-Louis Gintrac (1808-1886).
- Hippolyte-François Henry (1806-1897).
- Hortense Haudebourt-Lescot (1784-1845)[11].
- Paul Jourdy (1805-1856), 1er prix de Rome en 1834.
- Laurent-Jules Marlet (1815-1881).
- Pierre-Charles Marquis (1798-1874).
- Isidore Pils (1813 ou 1815-1875).
- Théodore Rousseau (1812-1867)[12].
- Kanutas Ruseckas (lt).
- Octave Tassaert.
- Eugénie Servières, née Charen, sa belle-fille.

## Œuvre

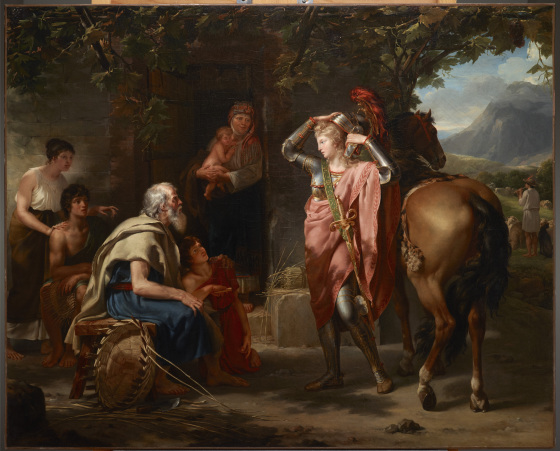
Erminie et les Bergers (1795), huile sur toile,, musée d'Art de Dallas.

Ayant été témoin des efforts tentés par d’éminents artistes pour ramener la peinture à l’étude de l’antique, il était décidé à suivre cette voie. Ses succès furent grands à Rome et ses études très remarquées en France.
En 1795, s'éloignant du néo-classicisme, il présente au Salon un tableau qui peut-être considéré comme l'un des premiers témoignages du style troubadour, Herminie et les Bergers (musée d'Art de Dallas) qui trouvera quelques années plus tard un véritable épanouissement dans les milieux proches de l'impératrice Joséphine.
Le Serment des Ancêtres

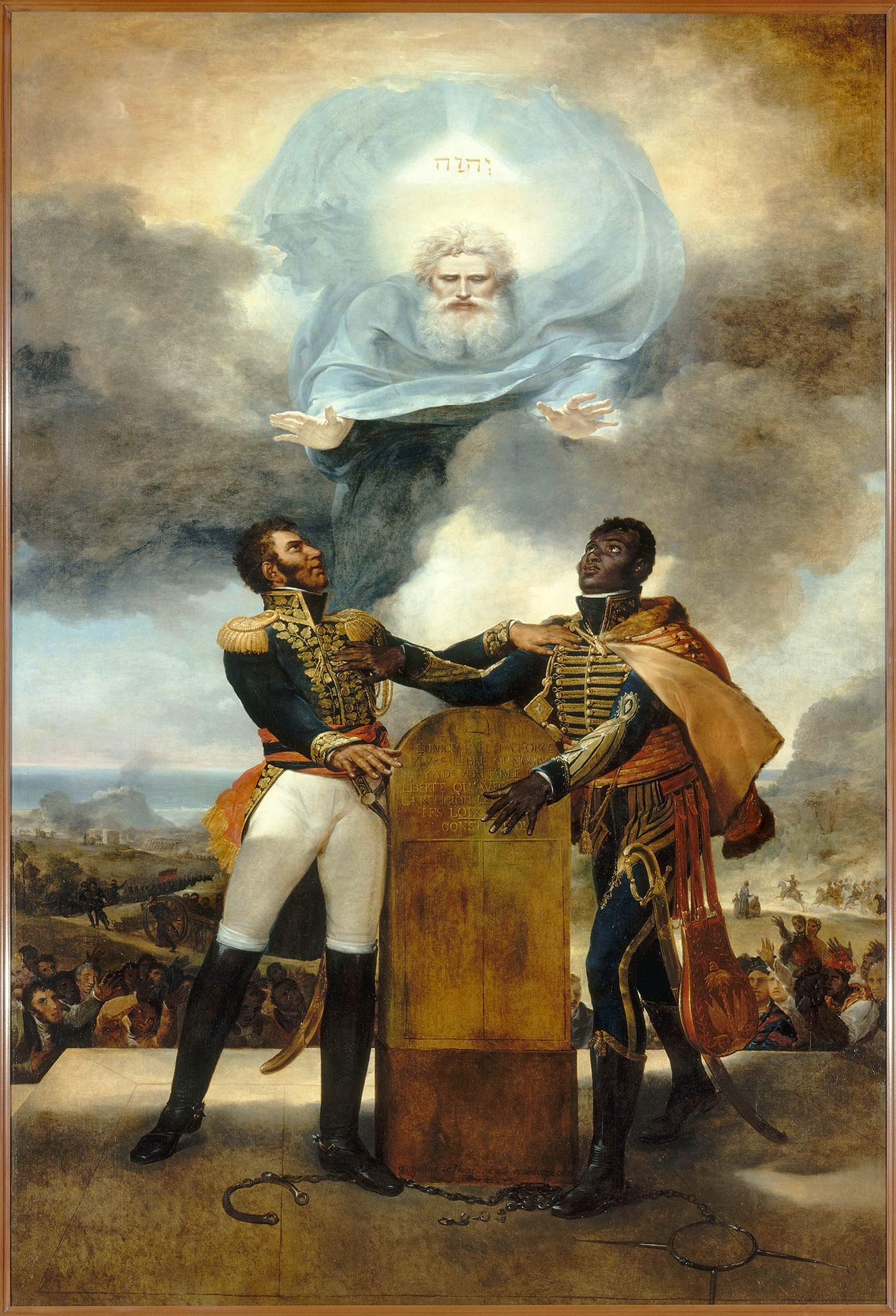
Le Serment des Ancêtres (1822), Port-au-Prince, Palais national.

Premier homme de couleur à s’imposer dans le monde de la peinture occidentale, Lethière a peint un tableau représentant Alexandre Pétion et Jean-Jacques Dessalines, intitulé Le Serment des ancêtres et signé « Lethière, né à la Guadeloupe », qu’il offrit à la nouvelle République d’Haïti.
- La Mort de Camille (1785), huile sur toile, 116,8 × 147,3 cm, Providence, Rhode Island School of Design[13]
- Brutus condamnant ses fils à mort (1788), huile sur toile, 59 × 99 cm, Williamstown, Clark Art Institute[14]
- Allégorie de la croix (1788), huile sur toile, 600 × 400 cm, Église Saint-Jérôme de Toulouse[15]
- Déposition de croix d'après Ribera (1791), huile sur toile, 265 × 185 cm, Musée des Beaux-Arts de Dijon[16]
- Erminie et les Bergers (1795), huile sur toile, 102 × 119 cm, Dallas Museum of Art[17]
- La Mort de Caton d'Utique, 1795, huile sur toile, 149 × 226 cm, Saint-Pétersbourg, musée de l'Ermitage[18]
- Philoctète dans l’île déserte de Lemnos, gravissant les rochers pour avoir un oiseau qu’il a tué  (vers 1798), huile sur toile, musée du Louvre, Philoctète, Louvre, Base Joconde
  - Philoctète à Lemnos, huile sur toile, 33,8 × 44,4 cm, Musée des Beaux-Arts de Brest[19]
  - Philoctète dans l'île de Lemnos (1798), huile sur toile, Pointe-à-Pitre, musée Saint-John-Perse[20]
- Jeune femme au portefeuille (vers 1799), huile sur toile, Worcester Art Museum [21]
- La Patrie en danger (1799), huile sur toile, 59 × 100 cm, Vizille, musée de la Révolution française[22]

### L'Empire
- La Victoire et le génie des arts (1800), huile sur toile, Musée du Louvre[23]
- La Mort de Virginie (vers 1800), huile sur toile, 49 × 76 cm, musée d'Art du comté de Los Angeles[24]
- Préliminaires de la paix signée à Leoben avril 1797 (1805), huile sur toile, 332 × 590 cm, Musée de l'Histoire de France (Versailles)[25]
- Traité de Leoben, 17 avril 1797 (1806), huile sur toile, 38 × 48 cm, Musée de l'Histoire de France (Versailles)[26]
- La Surprise du pont du Danube, 14 novembre 1805, huile sur toile, 360 × 528 cm, Musée de l'Histoire de France (Versailles)[27]
- L’Apparition du Christ à Marie-Madeleine (1805), huile sur toile, église Saint-Roch de Paris
- Marie-Anne Élisa Bonaparte, grande-duchesse de Toscane (1777-1820) (1806), huile sur toile, 217 × 141 cm, Musée de l'Histoire de France (Versailles)[28]
- Joséphine de Beauharnais, impératrice des Français (1763-1814) (1807), huile sur toile, 225 × 149 cm, Musée de l'Histoire de France (Versailles) [29]
- Brutus condamnant ses fils à mort (1811), huile sur toile, 440 × 783 cm, Musée du Louvre[30]
- Homère chantant son « Iliade » aux portes d’Athènes (1814),  huile sur toile, 1,98 x 2,46 m, Nottimgham City Museums and Galleries[31]
- Le Serment des Ancêtres (1822), huile sur toile, Palais national (Haïti)[32]
- Saint Louis visitant les pestiférés dans les plaines de Carthage, huile sur toile, 406 × 305 cm, Musée des Beaux-Arts de Bordeaux[33]
  - Saint Louis visitant les victimes de la peste dans la plaine de Carthage (1822), huile sur toile, 57 × 38 cm, Abbeville, musée Boucher-de-Perthes[34]
- Héroïque fermeté de Saint Louis à Damiette, 1250 (1827), huile sur toile, 315 × 263 cm, Musée de l'Histoire de France (Versailles)[35]
- La Mort de Virginie (1828), huile sur toile, 458 × 778 cm, Musée du Louvre[36]
  - La Mort de Virginie (esquisse avant 1828), huile sur toile, 40 × 61 cm, Palais des Beaux-Arts de Lille[37]

Œuvres de Guillaume Guillon Lethière
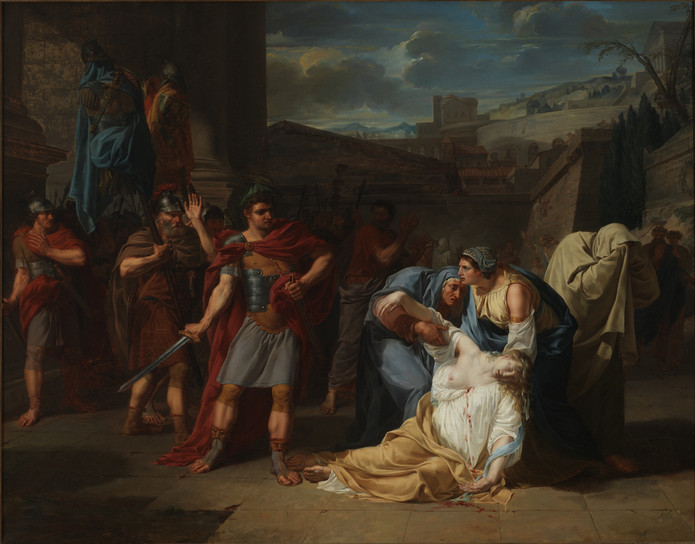
La Mort de Camille (1785) Rhode Island School of Design.
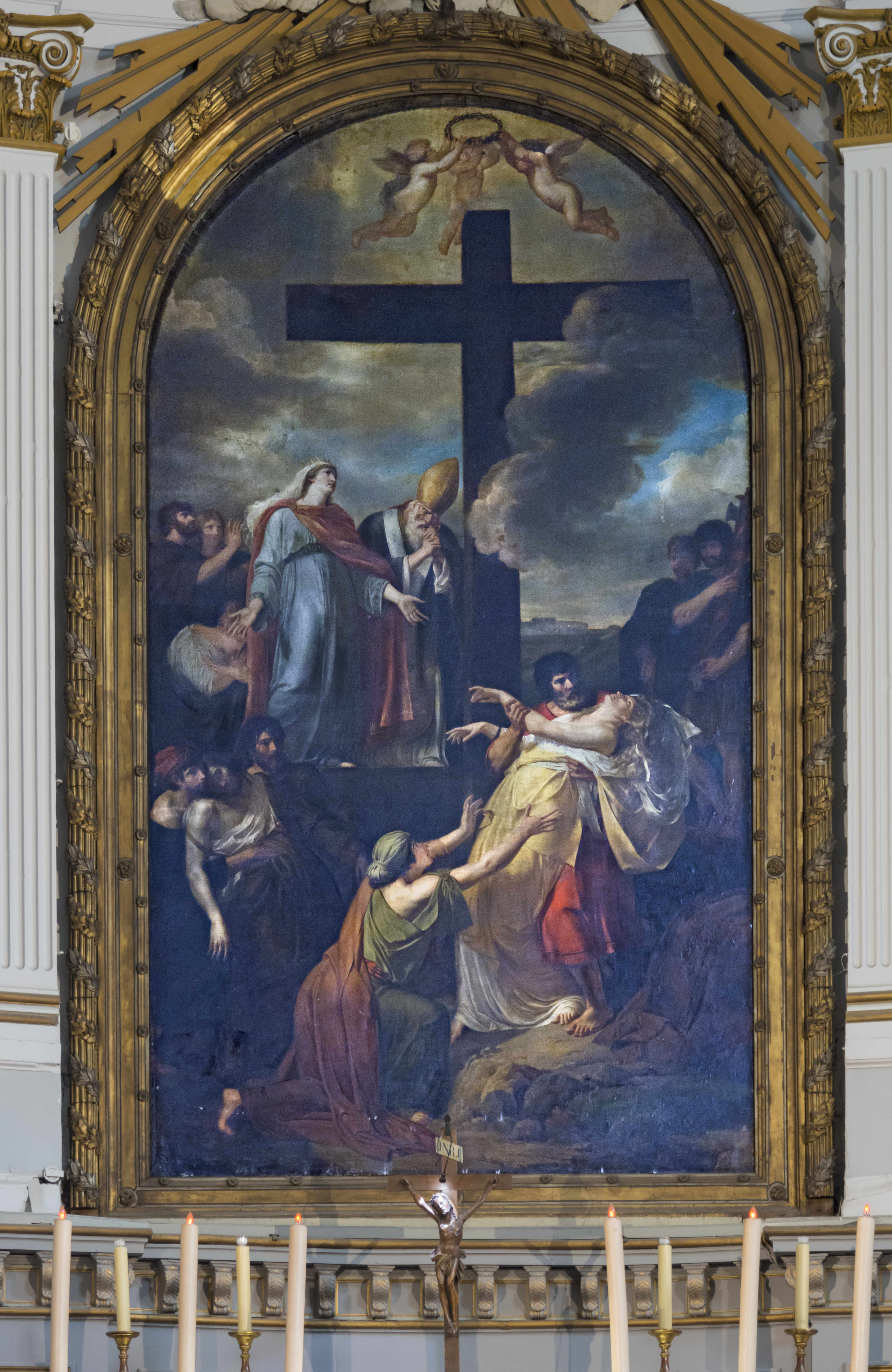
Allégorie de la croix (1788) église Saint-Jérôme de Toulouse..
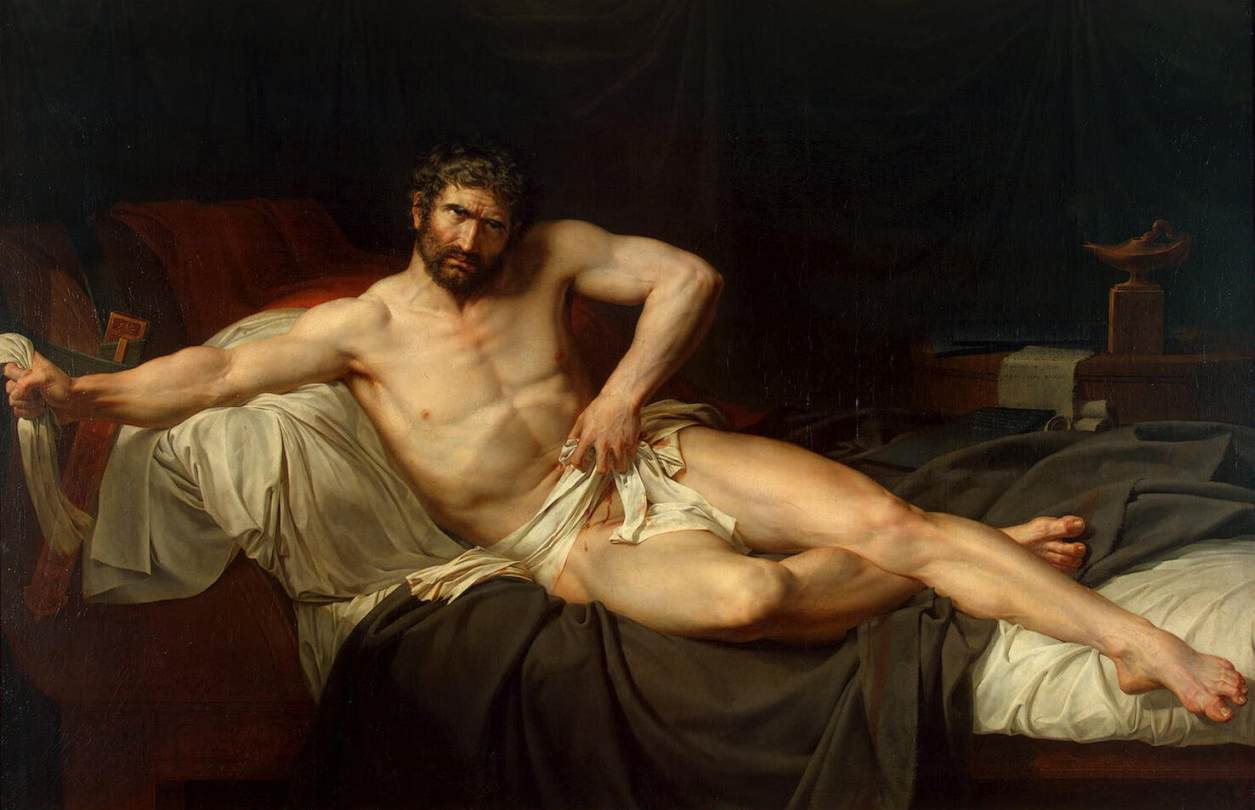
La Mort de Caton d'Utique (1795) Saint-Pétersbourg, musée de l'Ermitage.
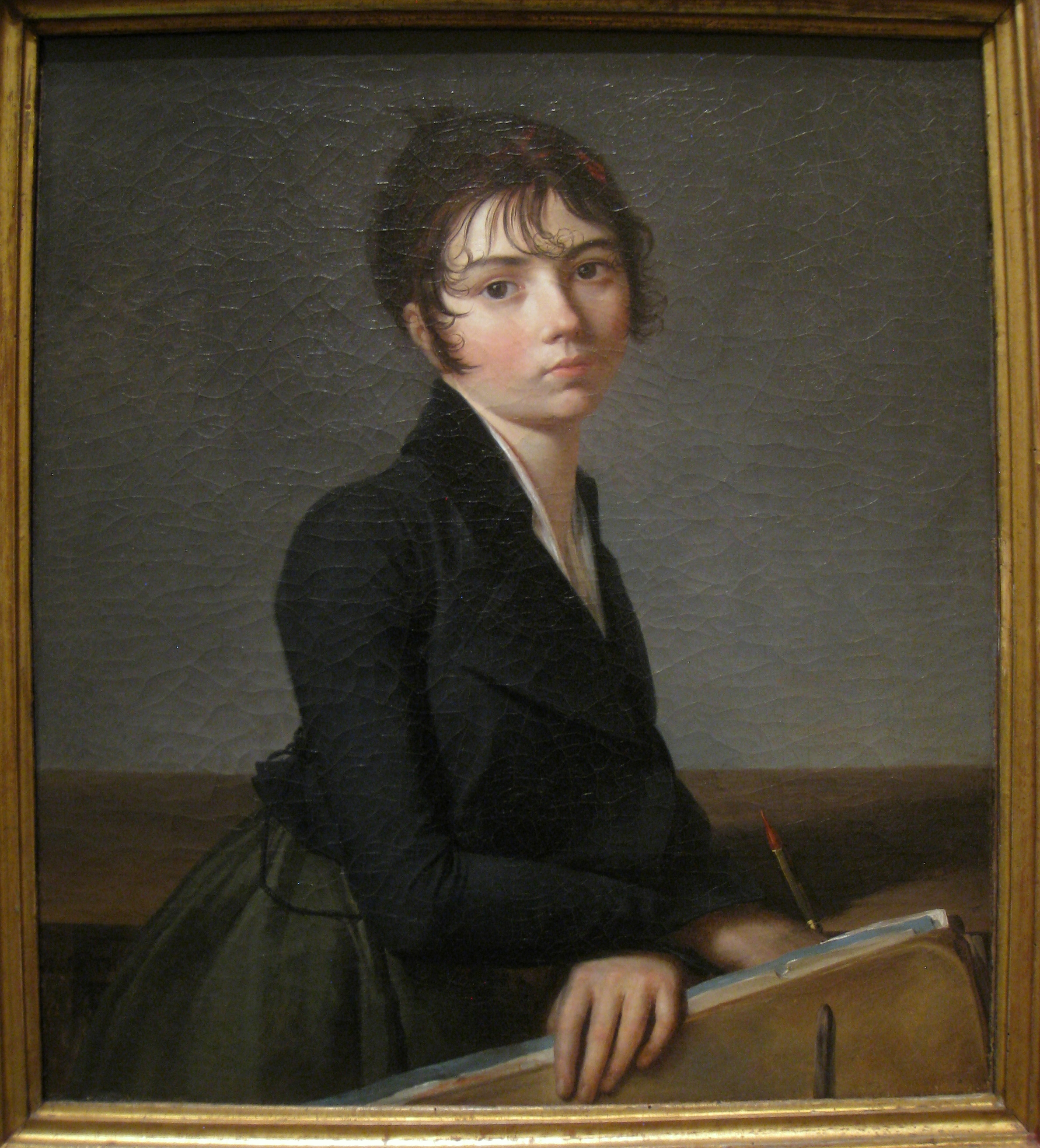
Une femme appuyée sur un porte-feuille (Salon de 1799) Worcester Art Museum.
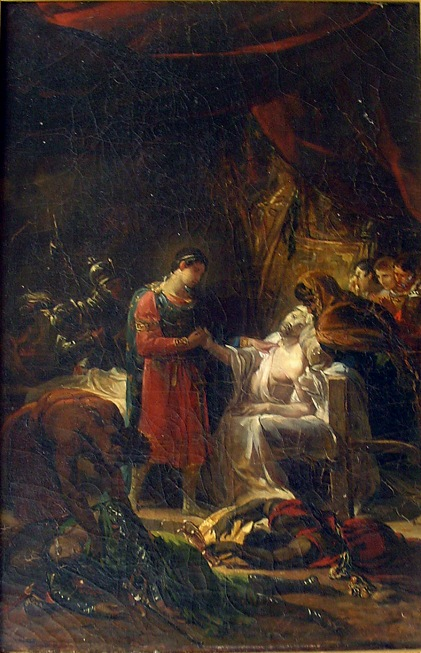
Saint Louis visitant les victimes de la peste dans la plaine de Carthage (1822) Abbeville, musée Boucher de Perthes.
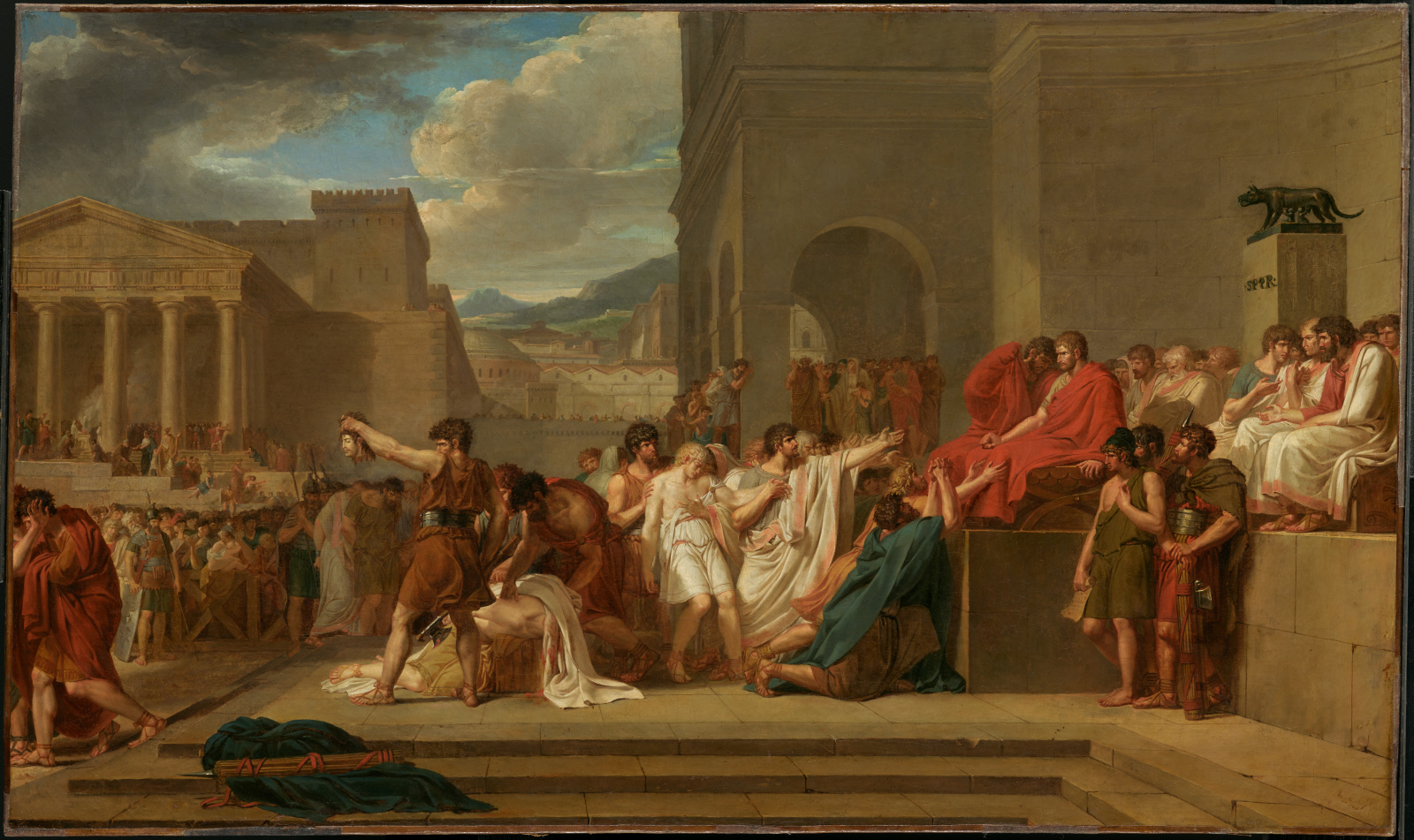
Brutus condamnant ses fils à mort (première version de 1788) Clark Art Institute.

### Dessins
- Ensemble de douze études pour le tableau La Mort de Virginie, Musée du Louvre
  - Étude d’ensemble pour le tableau La Mort de Virginie (1795-1828), plume, encre brune, papier, 20 × 38 cm[38]
  - Étude d’ensemble pour le tableau La Mort de Virginie (1795-1828), plume, lavis brun, gouache, 29 × 54 cm[39]
  - Étude d’ensemble pour le tableau La Mort de Virginie (1795-1828), fusain, craie, 32 × 54 cm][40]
  - Étude du groupe de Virginie, pour le tableau La Mort de Virginie (1795-1828), 31 × 45 cm, Crayon graphite[41]
  - Étude du groupe de Virginie, pour le tableau La Mort de Virginie (1795-1828), 27 × 24 cm, Graphite[42]
  - Étude du groupe de Virginie, pour le tableau La Mort de Virginie (1795-1828), 29 × 22 cm, pierre noire, estompe, craie blanche[43]
  - Étude du groupe de Virginie, pour le tableau La Mort de Virginie (1795-1828), 32 × 36 cm, graphite, craie[44]
  - Étude d’homme nu, un poignard à la main, pour le tableau La Mort de Virginie (1795-1828), graphite, 34 × 24 cm[45]
  - Étude d’armes en faisceau (1795-1828), fusain, 32 × 54 cm[46]
  - Groupe de personnages autour d’un oiseau sur un perchoir, pierre noire, 29 × 21 cm[47]
- Académie d’homme, de profil à droite, assis, la jambe gauche repliée (Salon de 1831), pierre noire, 29 × 54 cm, musée du Louvre[48]
- Paysage avec des rochers et des arbres, craie blanche, mine de plomb, 137 × 210 cm, musée du Louvre[49]

### Distinctions
- 1784 : Prix de Rome[50]
- 1814 : ordre de la Réunion, décerné par le général Sextius Alexandre François de Miollis, gouverneur général à Rome.
- 1818 : élu membre de l'Institut. Refus de Louis XVIII.
- 1818 : chevalier de la Légion d'honneur.
- 1820: élu de nouveau membre de l'Institut. Acceptation de Louis XVIII.

## Postérité

### Estampes d'interprétation
- Saint-Benoît de Palerme ou Saint-Benoît le Maure, gravure d'après Lethière reproduite dans le catéchisme à l'usage des hommes de couleurs de l'abbé Grégoire.
- Joséphine de Beauharnais, gravure d'Émile Giroux d'après Lethière pour les Galeries historiques de Versailles de Charles Gavard.

### Publications
- (en) Descriptive synopsis of the Roman gallery, (in the Egyptian Hall, Piccadilly,) with its magnificent decorations; consisting of antique marbles, jasper, agate, &c. in vases, tablets, and tazzas; and superb pictures of the ancient and modern masters; including the great and celebrated picture of The judgment of Brutus upon his sons; painted by the president of the academy at Rome, Paris, London Museum, 1816 (OCLC 4525794).
- Séance publique […] du 1er octobre 1831, Paris, Firmin-Didot, 1831 (OCLC 799689650).
- Le Médicament, Paris, A. Parent, 1878 (OCLC 432155958).

### Expositions
Le Clark Art Institute et le Musée du Louvre collaborent sur la réalisation d'une grande exposition de ses œuvres. Elle est d'abord installée aux États-Unis jusqu'au 14 octobre 2024, puis à Paris du 13 novembre 2024 au 17 février 2025.

### Hommage
À Sainte-Anne, une rue porte son nom, rue Lethière et dans le quartier de Ffrench se trouve une sculpture monumentale de Richard-Viktor Sainsily Cayol le représentant.

## Expositions monographiques
- Guillon Lethière. Né à la Guadeloupe, du 13 novembre 2024 au 17 février 2025, musée du Louvre[51].